# Lamprosema coatepecensis
Lamprosema coatepecensis là một loài bướm đêm trong họ Crambidae.